# Abdelaziz Belkhodja
Pour les autres membres de la famille, voir Famille Belkhodja.
Abdelaziz Belkhodja (arabe : عبد العزيز بلخوجة), né le 20 septembre 1962 à Carthage, est un écrivain tunisien, fils du militant et ministre Hassen Belkhodja.

## Formation
Il est inscrit au lycée Carnot de Tunis et obtient son diplôme de baccalauréat à Salon-de-Provence (France) en 1981, l'année même de la mort de son père. Il entame ensuite des études de droit à Aix-en-Provence où il obtient, en 1987, une maîtrise en droit public (mention droit interne) et entame un DEA d’études politiques avant de rentrer à Tunis.
Durant la première guerre du Golfe, il écrit plusieurs articles engagés puis son premier roman.

## Œuvre littéraire
- 1993 : Les cendres de Carthage, éd. Apollonia, Tunis, 1993  (ISBN 9973973704)
- 1999 : Les étoiles de la colère, éd. Apollonia, Tunis, 1999  (ISBN 9973973747)
- 2003 : Le retour de l'éléphant, éd. Apollonia, Tunis, 2003  (ISBN 9973827155)
- 2005 : Amours mosaïques, éd. Apollonia, Tunis, 2005  (ISBN 9789973827173)
- 2008 : Le signe de Tanit, éd. Apollonia, Tunis, 2008  (ISBN 9789973827432)
- 2010 : La femme en rouge avec Lamia Darragi, éd. Apollonia, Tunis, 2010  (ISBN 9789973827500)
- 2014 : Hannibal Barca, le mensonge de Zama, éd. Apollonia, Tunis, 2010  (ISBN 9789973827548)
- 2016 : La femme en noir, éd. Apollonia, Tunis, 2016  (ISBN 9789973827883)

En 2011, il publie le résultat de 25 ans de passion, Hannibal, l’histoire véritable, où il présente de nouvelles thèses remettant en cause la version de l'historiographie romaine concernant le général Hannibal Barca. En mars 2013, il publie 14 janvier, l'enquête coécrit avec Tarak Cheikhrouhou.
Il rédige également les scénarios de plusieurs bandes dessinées : Hannibal, le défi de Carthage, biographie du célèbre général qui a affronté Rome, L'affaire Carthage, adaptée de son premier roman, et Elyssa, la fondatrice de Carthage.

## Carrière politique
Après des articles de presse relatifs à la première guerre du Golfe, Abdelaziz Belkhodja publie en 2000 un article dénonçant l’attentat subi par Riadh Ben Fadhl (journaliste et homme politique tunisien) et stigmatisant le régime de Zine el-Abidine Ben Ali. Durant l'été 2002, il récidive en dénonçant l’appel au changement de la Constitution de 1959.
Son activisme sur Internet connaît son apogée le 12 janvier 2011 par la rédaction et la publication d’un rapport intitulé La véritable nature du régime de Ben Ali, dans lequel il dénonce le système mis en place par Ben Ali pour mettre à sac la Tunisie et où il appelle la police, l’armée et l’administration à se rebeller. Le régime tombe deux jours plus tard.
Après la chute de Ben Ali, il appelle dans un manifeste à la création d’un parti politique, le Parti républicain, qui obtient son visa le 14 mars 2011. Quatre mois plus tard, après avoir tenté de rassembler les diverses formations progressistes, le Parti républicain rejoint la coalition du Pôle démocratique moderniste. Après l'élection du 23 octobre 2011, qui est un échec pour les progressistes, trop divisés, Belkhodja démissionne de la présidence du parti pour se consacrer à son métier d’auteur et d’éditeur, en travaillant notamment sur l’histoire de la révolution pour publier, fin mars 2013, 14 janvier, l’enquête.